# Momme-Nissen-Haus

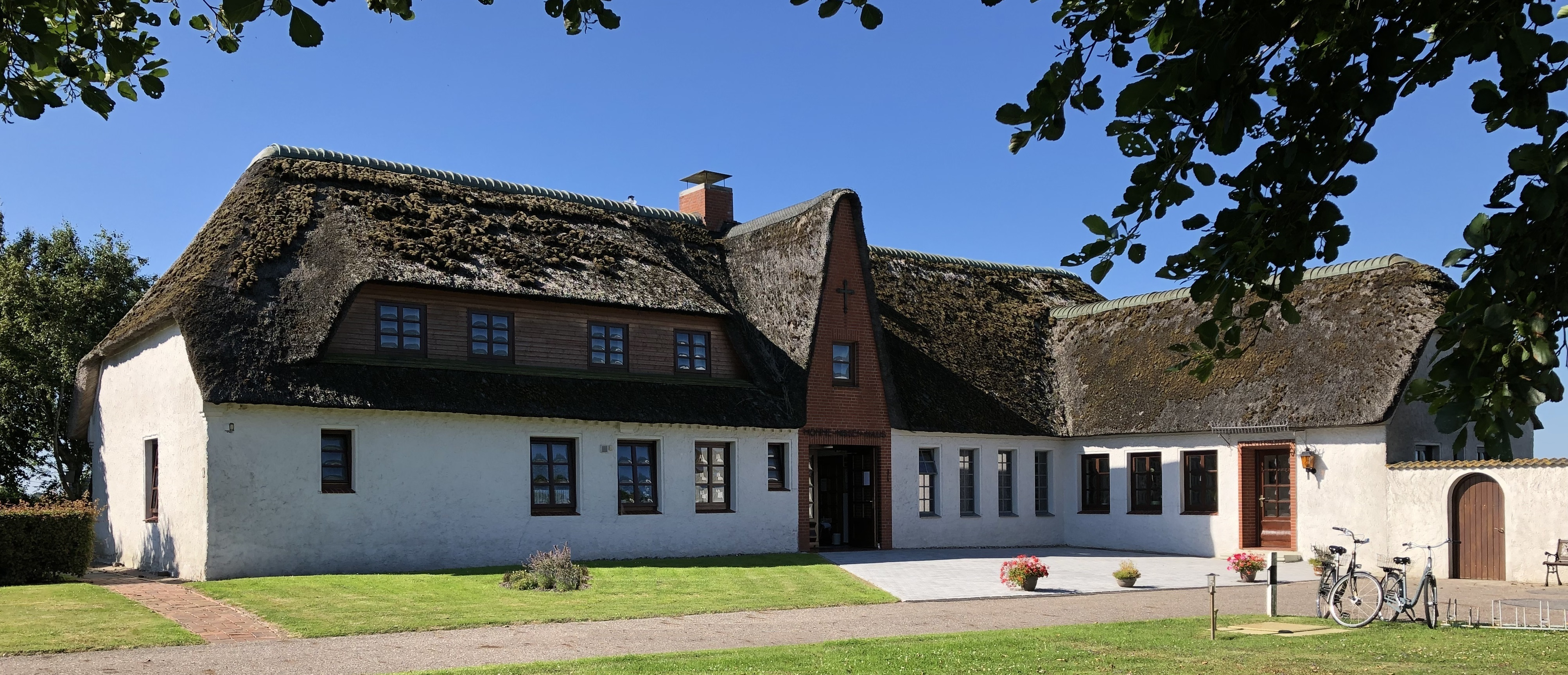
Momme-Nissen-Haus

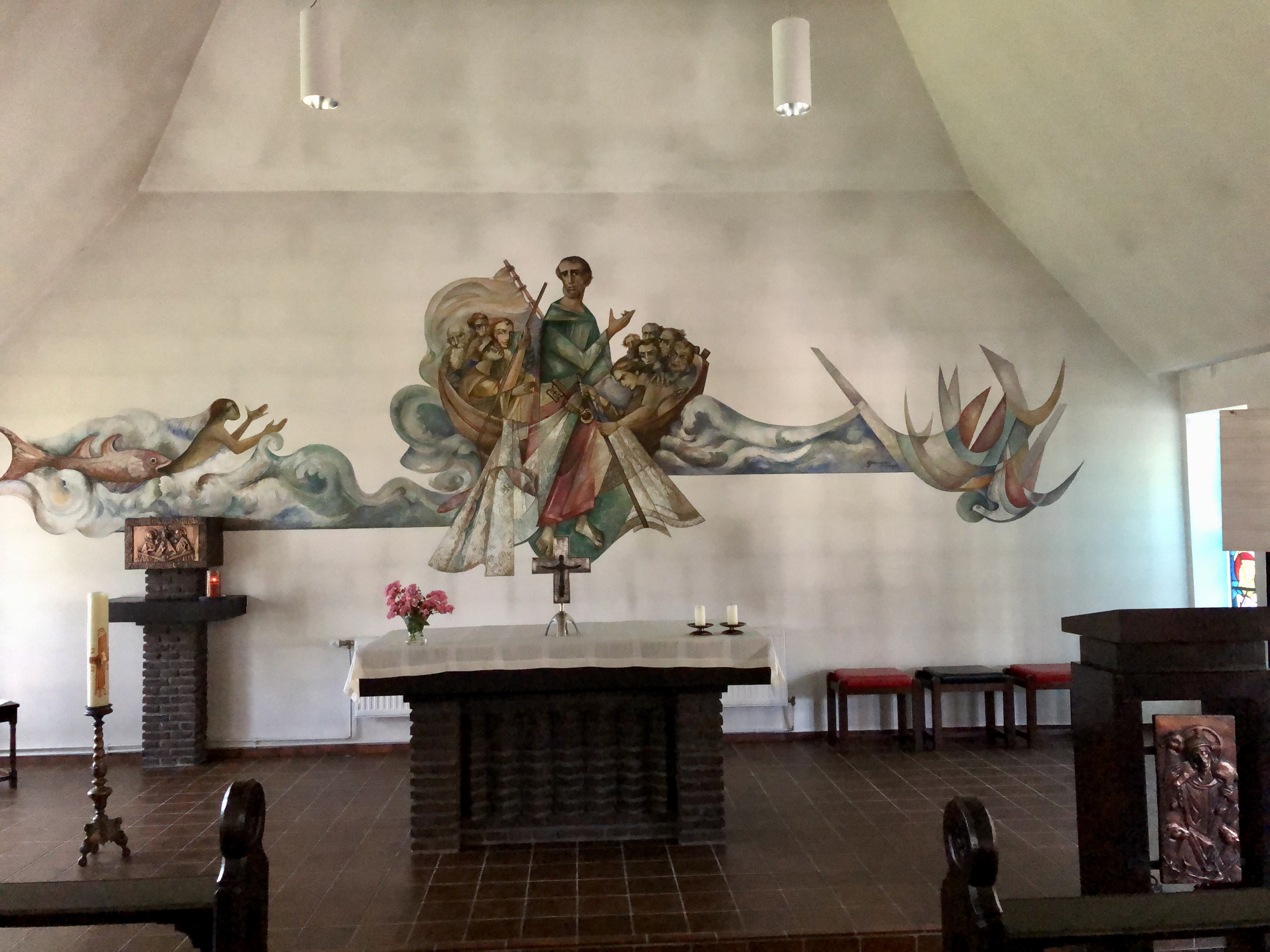
Altar der St.-Petrus-Kapelle

Das Momme-Nissen-Haus ist ein römisch-katholisches Kapellen- und Begegnungshaus auf der nordfriesischen Insel Pellworm, Bupheverweg 1. Es besteht seit 1978 und ist nach dem aus Deezbüll stammenden Maler, Konvertiten und Dominikaner Benedikt Momme Nissen benannt. Die Kapelle trägt das Patrozinium des Apostels Petrus.

## Geschichte
Mit der Einführung der Reformation in den dänischen Kronländern 1538 wurden auch die Kirche und die Bauern und Fischer von Pellworm lutherisch. Eine nennenswerte Ansiedlung von Katholiken gab es danach nicht mehr, aber der Tourismus führt in den Sommermonaten auch viele katholische Gäste auf die Insel. 
Pfarrer Peter Schmidt-Eppendorf, ab 1972 für Nordstrand mit Pellworm zuständig, betrieb die Einrichtung eines katholischen Zentrums auf der Insel. Mit Unterstützung des Bistums Osnabrück und des Bonifatiuswerks konnte ein aufgegebener Bauernhof erworben und umgebaut werden. Die Weihe war am 16. Juli 1978. 
Umstrukturierungspläne im 1994 wiedergegründeten Erzbistum Hamburg sahen 2004 die Schließung des Momme-Nissen-Hauses vor. Ein daraufhin gegründeter Förderverein konnte Haus und Kapelle jedoch erhalten und auch Neuanschaffungen tätigen. In den Sommermonaten halten im Haus wohnende Urlaubspriester in der Kapelle Gottesdienst.

## Bauwerk
Das reetgedeckte und weiß verputzte Gebäude ist noch gut als ehemaliger Bauernhof zu erkennen. Lediglich ein steiler Giebel mit eingelassenem Kreuz über dem Haupteingang zeigt den kirchlichen Charakter.
Im Erdgeschoss befindet sich die St.-Petrus-Kapelle mit etwa 50 Sitzplätzen, außerdem die Sakristei, ein Gemeinderaum und eine Küsterwohnung. Im Obergeschoss sind zwei Ferienwohnungen, die von den Urlaubspriestern genutzt werden können.
Die Kapelle besitzt ein Wandgemälde hinter dem Altar, das Petrus und die anderen Jünger Jesu beim Fischzug auf dem See Genezareth zeigt. Die Motive der Bildfenster erinnern an die Burchardiflut von 1634. Gemälde und Fenster stammen von dem Niederländer Frans Griesenbrock.